# Asociación Deportiva Comerciantes Fútbol Club
La Asociación Deportiva Comerciantes Fútbol Club, más conocido como Comerciantes FC, es un club de fútbol del Perú, de la ciudad de Iquitos en el Departamento de Loreto. Fue fundado en 2017 y juega actualmente en la Liga 2, la segunda división de Perú.

## Historia

### Campañas en Copa Perú
Club fundado en 20 de agosto de 2017 la Asociación Deportiva Comerciantes Fútbol Club, se inscribió en la Liga Distrital de Belén, en la Provincia de Maynas, en Loreto y desde allí rápidamente fue consiguiendo logros de manera escalonada.
Para el 2018 se proclamó campeón de la Etapa Distrital y Provincial con lo que avanzó a la Etapa Departamental, sin embargo no pudo superar el Cuadrangular Final tras quedarse debajo del Estudiantil CNI y del CD Caballococha.
En la temporada 2019 lograron los títulos de la Etapa Distrital, Provincial y Departamental, avanzando a la Etapa Nacional. En dicho torneo, arribó hasta cuartos de final, al ser eliminado por Sport Estrella tras caer 1-4 en Sechura y ganar 3-1 en Iquitos con un global 5-4 a favor de los de Piura.

### Subcampeón de Copa Perú y ascenso a Segunda División
El club lograría su mejor campaña por el momento en la Copa Perú 2022, clasificó a la Etapa Nacional como subcampeón de la Liga Departamental de Loreto. En la Fase Regular ocupó el puesto 7 de 50, tras haber logrado doce puntos en seis fechas, avanzando así a las fases eliminatorias. En dieciseisavos de final venció a Deportivo Vianney de Huancavelica con un global de 8-2; en octavos de final derrotó a Señor de Mayo de Huánuco con un global de 3-2; en cuartos de final vence a San Andrés de Runtu de Áncash con un global de 5-5, pero por haber estado en mejor posición en la Fase Regular que su rival (18.°), clasificó al cuadrangular final de la Copa Perú.
En el cuadrangular final disputado en Lima, debutó empatando 0-0 con Deportivo Garcilaso, en la segunda fecha derrotó 4-1 a Atlético Bruces y finalmente en la tercera fecha venció 2-0 a Defensor La Bocana, igualando en el liderato con Garcilaso, ambos con 7 puntos, pero siendo relegado a la segunda posición por la diferencia de goles. Pese a no conseguir el campeonato, logró el ascenso a la Liga 2 para la siguiente temporada.

### Debut en la Segunda División
En su primera temporada en la Liga 2, el club debutó empatando 0-0 ante Unión Huaral de local, al final de la Fase Regular, el club quedó en el puesto 6 de 14, permitiéndole jugar los play-offs por el último ascenso. Su primer rival en los cuartos de final sería el Santos FC, donde la ida jugada en Iquitos, salieron victoriosos por 1-0pero al final la vuelta no se jugó debido al que conjunto de Nazca le retiraron la Licencia por deudas, al final el duelo de vuelta se canceló y le dieron el pase a la siguiente a la siguiente ronda al conjunto loretano.
Ya en las semifinales enfrentaron a Los Chankas, donde empataron de locales 1-1 y en la vuelta cayeron goleados por 3-0 y por ende, perdiendo en el global 4-1 en su contra, perdiendo toda posibilidad de ascender a la Primera División del siguiente año.

## Uniforme
- Uniforme titular: Camiseta verde, pantalón verde, medias verdes.
- Uniforme alternativo: Camiseta blanco, pantalón azul, medias blancas.

### Evolución del uniforme

#### Titular
|  | 2019 |  | 2023 |  | 2024 |  | 2025 |

#### Alternativo
| 2019 | 2023 | 2024 |  | 2025 |

#### Tercer uniforme
|  |  | 2025 |

### Indumentaria y patrocinador
| Periodo         | Patrocinador |
| --------------- | ------------ |
| 2018            | Real         |
| 2019-2023       | Front        |
| 2024-Actualidad | Crack        |

| Periodo | Patrocinador    |
| ------- | --------------- |
| 2022    | Comercial Aleli |
| 2022    | La Cadena       |

## Datos del club
- Fundación: 20 de agosto de 2017.
- Temporadas en Segunda División: 3 (2023-presente).
  - Mejor puesto en Segunda División: 1.º (2024).
  - Peor puesto en Segunda División: 6.º (2023).
- Temporadas en Copa Perú: 3 (2018-2019, 2022).
  - Mejor participación en Copa Perú: 2.º − Cuadrangular Final (2022).
  - Peor participación en Copa Perú: Etapa Departamental (2018).
- Mayor goleada conseguida
  - En campeonatos nacionales de local: Comerciantes FC 7:0 Deportivo Vianney (23 de octubre de 2022).
  - En campeonatos nacionales de visita: AD Tahuisco 0:3 Comerciantes FC (4 de octubre de 2019).
- Mayor goleada recibida:
  - En campeonatos nacionales de local:
    - Comerciantes FC 0:1 Colegio Comercio N° 64 (28 de septiembre de 2019).

  - En campeonatos nacionales de visita:
    - San Andrés de Runtu 5:0 Comerciantes FC (13 de noviembre de 2022).
    - Los Chankas 5:0 Comerciantes FC (13 de septiembre de 2023).

## Entrenadores
- Jorge Machuca (2019)
- Emilio Augusto Montani Ríos (2019-2021)
- Marcial Salazar (2022-2023). Subcampeón Copa Perú 2022
- Gustavo Roverano (2024)
- Juan Carlos Bazalar (2024-2025)
- José Antonio Collati (2025-presente)

## Palmarés

### Torneos nacionales
| Competición nacional | Títulos | Subcampeonatos |
| -------------------- | ------- | -------------- |
| Copa Perú (0/1)      |         | 2022           |

### Torneos regionales
| Competición regional               | Títulos           | Subcampeonatos |
| ---------------------------------- | ----------------- | -------------- |
| Liga Departamental de Loreto (1/1) | 2019.             | 2022.          |
| Liga Provincial de Maynas (2/1)    | 2018, 2019.       | 2022.          |
| Liga Distrital de Belén (3/0)      | 2018, 2019, 2022. |                |